# Чатбаш
Чатба́ш (тат. Чәтбаш) — село в Апастовском районе Республики Татарстан, в составе Кзыл-Тауского сельского поселения.

## География
Деревня находится на реке Була, в 29 км к западу от районного центра, посёлка городского типа Апастово.

## История
Деревня основана во второй половине XVII века. В дореволюционных источниках упоминается также под названием Уразлина-Чатбаши.
В XVIII – первой половине XIX веков жители относились к категории государственных крестьян. Основные занятия жителей в этот период – земледелие и скотоводство.
В «Списке населенных мест по сведениям 1859 года», изданном в 1866 году, населённый пункт упомянут как казённая деревня Уразлино Читбаши 2-го стана Тетюшского уезда Казанской губернии. Располагалась при речке Большой Буле, по правую сторону почтового тракта из Казани в Симбирск, в 47 верстах от уездного города Тетюши и в 4 верстах от становой квартиры во владельческом селе Знаменское (Чипчаги). В деревне в 41 дворе жили 227 человек (114 мужчин и 113 женщин). Была мечеть.
В начале XX века в деревне функционировали мечеть, медресе, мелочная лавка. В этот период земельный надел сельской общины составлял 850,2 десятины.
С 1930 года деревня входила в сельскохозяйственную артель «8 Марта».
До 1920 года деревня входила в Средне-Балтаевскую волость Тетюшского уезда Казанской губернии. С 1920 года в составе Тетюшского, с 1927 года – Буинского кантонов ТАССР. С 10 августа 1930 года в Апастовском, с 1 февраля 1963 года в Буинском, с 4 марта 1964 года в Апастовском районах.

## Население
| 1782 | 1859 | 1897 | 1908 | 1920 | 1926 | 1938 | 1949 | 1958 | 1970 | 1979 | 1989 | 2002 | 2010 | 2015 |
| ---- | ---- | ---- | ---- | ---- | ---- | ---- | ---- | ---- | ---- | ---- | ---- | ---- | ---- | ---- |
| 54   | 227  | 495  | 690  | 737  | 550  | 492  | 348  | 290  | 252  | 159  | 101  | 71   | 45   | 39   |

Национальный состав села: татары.

## Экономика
Жители работают преимущественно в сельскохозяйственном предприятии «Свияга», занимаются полеводством, свиноводством.

## Объекты культуры и медицины
В селе действуют сельский клуб, фельдшерско-акушерский пункт.